# Briesen (Spreewald)
Briesen település Németországban, azon belül Brandenburgban. Lakosainak száma 795 fő (2023. december 31.).

## Népesség
A település népességének változása:
| Lakosok száma | 763  | 776  | 784  | 798  | 795  |
|               | 2017 | 2020 | 2021 | 2022 | 2023 |